# Idiotizmus
Az idiotizmus a súlyos értelmi fogyatékosság (20-34 IQ) és a legsúlyosabb értelmi fogyatékosság (19 IQ vagy még az alatt) régi neve. Az érintettek gyakran sokszorosan fogyatékosok, mozgássérültek is, beszélni sem tanulnak meg. Önálló életre képtelenek; akik közülük taníthatók, azokat az intézetbeli életre készítik fel. 
Az idióta  lehet egy fogyatékosságot kifejező, vagy egy pejoratív jelző, amit nehéz felfogású, vagy ostobaságot művelő emberekre vagy egyéb lényekre (esetleg objektumokra) használnak. A köznyelvben gyakran pejoratív jelentéssel bír.
Korábban az orvosi szaknyelv használta a debilis, imbecillis, idióta szavakat az egyre súlyosabb fokú értelmi fogyatékosságra. Ma az enyhe, középsúlyos és súlyos értelmi fogyatékost használják ezek helyett.
Az idióta kifejezés görög eredetű (ἰδιώτης, idiótész), az ἴδιος, idiosz saját maga, magán szóból. Eredetileg magánembert jelentett, azaz olyan polgárt, aki nem vesz részt a demokratikus városállam politikai életében. A késő latinban jelentése tanulatlan, érdektelen ember volt. A szó a latinban a laikus, tudatlan, járatlan ember, kontár jelentést kapta. Ezt vették át a különböző nyelvek.